# Micrometrus minimus
Micrometrus minimus is een straalvinnige vissensoort uit de familie van brandingbaarzen (Embiotocidae). De wetenschappelijke naam van de soort is voor het eerst geldig gepubliceerd in 1854 door Gibbons.